# グリムスビー (オンタリオ州)

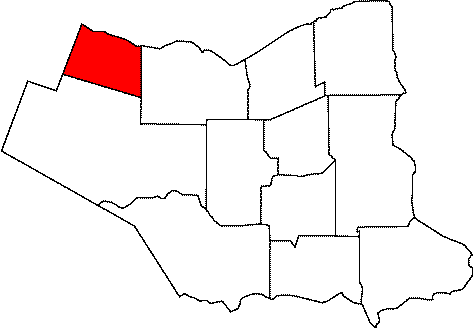
ナイアガラ地域内の位置

グリムスビー（英: Grimsby）は、オンタリオ州のナイアガラ地域に位置する人口2万1,297人（2001年統計）の町。多くの住民はオンタリオ湖の湖畔からナイアガラ断層までのエリアに住む。断層は口語体で一般に「山」とも呼ばれ、ブルース・トレイル（Bruce Trail）と呼ばれるトレイルもある。
ハミルトンとセントキャサリンズの中間に位置し、ここ数年で急速に成長を見せている。
街にはスケートパーク（Skatepark）やグリムスビー博物館、グリムスビー公立美術館ほか、ジュニアーホッケーチームであるグリムスビー・ピーチ・キング（Grimsby Peach Kings）のホッケーアリーナがある。また、ピザ屋が多いことでも知られる。

## 歴史
1787年に英国王党派（United Empire Loyalists）の手によって街は創設された。1876年に村として組織され、1922年に町へと昇格した。